# Charles Kittel
Charles Kittel (Nueva York, 18 de julio de 1916-15 de mayo de 2019) fue un destacado físico estadounidense. Fue profesor en la Universidad de Berkeley desde 1951 y ha sido profesor emérito de dicha universidad desde 1978.

## Vida y trabajo
Charles Kittel estudió en la Universidad de Cambridge, Inglaterra, donde obtuvo su Bachelor of Arts (BA) en 1938. Publicó su tesis bajo la dirección de Gregory Breit en 1941 en la Universidad de Wisconsin–Madison y formó parte del Instituto Tecnológico de Massachusetts (MIT) entre 1945 y 1947. Durante la Segunda Guerra Mundial, se unió el Grupo de Investigación de Operaciones Submarinas (SORG por sus siglas en inglés). De 1947 a 1951, trabajó para Bell Labs, en Nueva Jersey, EE. UU., investigando sobre ferromagnetismo.
De 1951 a 1978, enseñó en la Universidad de California, en Berkeley, donde investigó en la teória de la física del estado sólido, parte de la física de la materia condensada. Obtuvo tres Becas Guggenheim: en 1945, 1956 y 1963. Muchos de sus ayudantes fueron conocidos investigadores postdoctorales, incluyendo a James C. Phillips y Pierre-Gilles de Gennes.
Alumnos de física en todo el mundo usan su Introducción a la Física del Estado Sólido, ahora en su 8ª edición, como libro de texto.

## Premios
- Premio Oliver E. Buckley de Física de la Materia Condensada, 1957[3]
- Premio Berkeley al Profesor Distinguido, 1970
- Medalla Oersted, American Association of Physics Teachers, 1972[4]

## Publicaciones
- Introduction to Solid State Physics, 1ª ed. 1953 - 8ª ed. 2005, ISBN 0-471-41526-X
- Quantum Theory of Solids, 1963, ISBN 0-471-49025-3  (junto a C. Y. Fong) 1987, ISBN 0-471-62412-8
- Thermal Physics, 2a ed. 1980, ISBN 0-7167-1088-9 (junto a H. Kroemer) 1980.
- Berkeley Physics Course. Mechanics. Vol. 1, junto Walter D. Knight y Malvin Ruderman